# Theodora của Hy Lạp và Đan Mạch
Theodora của Hy Lạp và Đan Mạch (sinh ngày 09 tháng 06 năm 1983 tại Luân Đôn) là cô con gái nhỏ nhất và con thứ tư của cựu vương Konstantinos II của Hy Lạp và Anne-Marie của Đan Mạch. Mặc dù được sinh ra 10 năm sau khi chế độ quân chủ đã bị bãi bỏ ở Hy Lạp, cô cũng được xem là một công chúa của Đan Mạch thông qua dòng máu của mẹ cô và là một thành viên của gia đình vương gia đang trị vì Vương quốc Đan Mạch. Cô là con nuôi của Nữ vương Elizabeth II của Anh. Như là một hậu duệ của Sophie của Pfalz, Vương nữ Theodora xếp vị trí 350 trong dòng kế vị ngai vàng nước Anh theo Luật định cư năm 1701.
Theodora được sinh ra tại Bệnh viện St Mary, Paddington, Luân Đôn vào ngày 09 tháng 06 năm 1983.

## Gia đình
Ông bà nội là vua Pavlos của Hy Lạp và Friederike Luise của Hannover ông bà ngoại của cô là Frederik IX của Đan Mạch và Ingrid của Thụy Điển. cha mẹ đỡ đầu của cô là cựu Hoàng tử Alexander của Nam Tư, cựu vương Michael I của Romania, Nữ vương Elizabeth II của Anh, và Nữ vương Margrethe II của Đan Mạch.

## Liên kết
- Theodora của Hy Lạp và Đan Mạch trên IMDb